# هیبرون (آیووا)
هیبرون (به انگلیسی: Hebron) یک منطقهٔ مسکونی در ایالات متحده آمریکا است که در آیووا واقع شده‌است. هیبرون ۳۷۷٫۹۶ متر بالاتر از سطح دریا قرار دارد.